# Тшешковиці
Тшешковиці (пол. Trzeszkowice) — село в Польщі, у гміні Мелґев Свідницького повіту Люблінського воєводства.
Населення — 280 осіб (2011).
У 1975-1998 роках село належало до Люблінського воєводства.

## Демографія
Демографічна структура станом на 31 березня 2011 року:
|          | Загалом | Допрацездатний вік | Працездатний вік | Постпрацездатний вік |
| -------- | ------- | ------------------ | ---------------- | -------------------- |
| Чоловіки | 135     | 25                 | 93               | 17                   |
| Жінки    | 145     | 31                 | 82               | 32                   |
| Разом    | 280     | 56                 | 175              | 49                   |